# Strongylocentrotus djakonovi
Strongylocentrotus djakonovi is een zee-egel uit de familie Strongylocentrotidae.
De wetenschappelijke naam van de soort werd in 1957 gepubliceerd door Baranova.